# Neotrichoporoides mediterraneus
Neotrichoporoides mediterraneus é uma espécie de insetos himenópteros, mais especificamente de vespas pertencente à família Eulophidae.
A autoridade científica da espécie é Graham, tendo sido descrita no ano de 1986.
Trata-se de uma espécie presente no território português.